# Bill Sutherland (Leichtathlet)
Bill Sutherland (eigentlich William Mackintosh Saunders Sutherland; * 6. April 1945) ist ein ehemaliger britischer Geher.
Bei den British Commonwealth Games 1970 in Edinburgh gewann er für Schottland startend Bronze über 20 Meilen in 2:37:24 h.

## Bestzeiten
- 20 km Gehen: 1:31:10 h, 30. August 1969, London
- 50 km Gehen: 4:38:39 h, 1971